# 하자 빈 자예드 스타디움
하자 빈 자예드 스타디움(아랍어: استاد هزاع بن زايد, 영어: Hazza bin Zayed Stadium)은 아랍에미리트의 알아인에 위치한 다목적 경기장이다. UAE 아라비안 걸프 리그의 알아인의 홈 경기장이다. 경기장은 22,717명의 관중을 수용할 수 있으며 2014년에 문을 열었다.경기장은 클럽의 의장인 셰흐 하자 빈 자예드 빈 술탄 알 나흐얀의 이름을 따서 명명되었다.
45,000 평방미터의 하자 빈 자예드 경기장은 7단계로 나뉘며 중동에서 가장 현대적이고 독특한 스포츠 경기장 중 하나로 손꼽히고 있다. 이 지역에서 가장 정교한 스포츠 경기장 중 하나이며 아랍에미리트 시민과 주민들의 중심지가 될 뿐만 아니라 전 세계의 관광객들도 방문할 예정이다. 경기장은 StadiumDB.com에 의해 2014년 올해의 경기장으로 선정되었다.
옛 경기장은 2012년 4월에 철거되었으며 2014년 12월에 완공되었다. 알아인이 맨체스터 시티와의 친선 경기를 치를 계획이었으나 맨체스터 시티는 2013-14 잉글랜드 FA컵에서 블랙번 로버스와 1-1 무승부를 기록했다. 2014년 1월 4일과 1월 15일로 예정된 재경기가 맨체스터 시티의 아랍에미리트 여행을 방해했다. 그러나 친선 경기는 프리미어리그 시즌이 끝나면서 치러졌으며 맨체스터 시티가 알아인에 3-0 승리를 기록했다. 경기장은 또한 아랍에미리트에서 개최된 FIFA 클럽 월드컵 2017, FIFA 클럽 월드컵 2018, 2019년 AFC 아시안컵 경기가 열린 경기장 가운데 한 곳이다.